# Nannophlebia adonira
Nannophlebia adonira är en trollsländeart som beskrevs av Maurits Anne Lieftinck 1938. Nannophlebia adonira ingår i släktet Nannophlebia och familjen segeltrollsländor. Inga underarter finns listade i Catalogue of Life.